# Helena Slavíková Hrušková
Helena Slavíková Hrušková (24. dubna 1924 Praha – 10. dubna 2023) byla česká malířka, grafička a pedagožka.

## Život
Narodila se v pražské Troji. S kreslením začínala za druhé světové války na kurzech u malíře Josefa Šilhavého. Poté nastoupila na gymnázium a po maturitě pokračovala na Státní grafické škole, a po druhé světové válce na Akademii výtvarných umění (AVU), kde působila pod vedením malířů Karla Mináře, Jána Želibského, a malíře a grafika Vladimíra Pukla v letech 1945 až 1950. Poté ji byl za mimořádné studijní výsledky nabídnut čestný ročník grafiky a ten v roce 1951 úspěšně zakončila. V témže roce si vzala i svého spolužáka z AVU sochaře Miloše Hrušku a měla s ním dvě dcery – jedna z nich Helena Hrušková-Štefková se taktéž věnuje malování. V roce 1961 začala vyučovat děti i dospělé ve výtvarných kurzech, založila Výtvarný spolek Hruška a po sametové revoluci začala učit na Základní umělecké škole v Buštěhradě. Malovala především přírodu formou akvarelů; nebyla ji cizí ani tužka, tisk a modelování z keramické hlíny. Žila celý život v Praze na Smíchově a část z něj trávila na chalupě v Orlických horách.

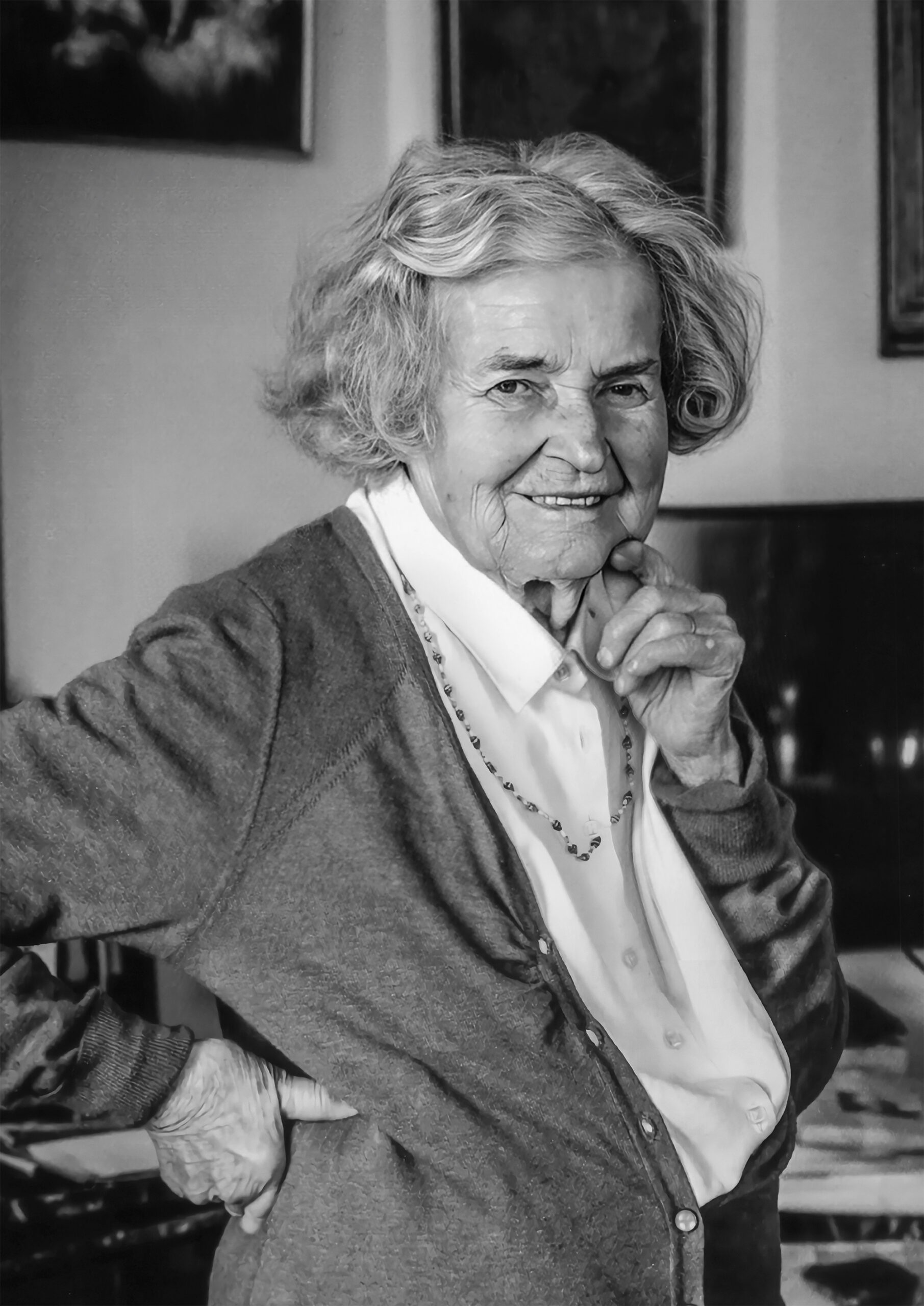
Portrét ak. mal. Heleny Slavíkové Hruškové v jejím bytě ve Vltavské ulici v Praze v roce 2020

Byla členkou Svazu výtvarných umělců, Jednoty umělců výtvarných a Výtvarné skupiny Femina. Účastnila se řady skupinových výstav, a v roce 1975 měla v Galerii Československý spisovatel první samostatnou výstavu.